# Новодубровск
Новодубровск — поселок в Унечском районе Брянской области в составе Высокского сельского поселения.

## География
Находится в центральной части Брянской области на расстоянии приблизительно 16 км на восток-юго-восток по прямой от вокзала железнодорожной станции Унеча.

## История
Известен с 1920-х годов. В середине XX века работал колхоз "Свобода". На карте 1941 года отмечен как поселок Дубровский с 38 дворами .

## Население
Численность населения: 160 человек (1926 год), 35 (русские 100 %) в 2002 году, 22 в 2010.